# Святогорівська волость
Святогорівська волость — історична адміністративно-територіальна одиниця Бахмутського повіту Катеринославської губернії із центром у селі Святогорівка.

## Історія
У 1916 році була створена Святогорівська волость. Розмежування Криворізької і Святогорівської волості затягнулося до кінці 1918 початку 1919 року.
З 1920 по 1923 рік волость входила до складу Гришинського повіту Донецької губернії.

## Влада
- Енин Іван Григорович - березень - травень 1917.
- Н. Т. Тремба (з 2 січня 1920) — голова Святогорівського волосного ревкому.